# 壹善堂
壹善堂是一座位於臺中市南屯區的龍華派齋教土角木造寺堂，其主祀神尊為觀世音菩薩，創建於光緒八年(1882年)舊曆八月十五日。

## 簡介
光緒初年，廖勃獨資創建「中和堂」於彰化過溝仔。後來，他復於壹善堂現址創建該寺堂。當廖勃年老返回福建後，寺堂事務改由其妻楊奇楠主持。楊氏圓寂後 ，由其子孫繼續立持。現在，每年佛誕日來臨時，附近信徒多至該堂誦經禮拜。該堂方位坐西向東，總面積60坪，建坪13坪。

## 外部連結
- 壹善堂—臺中市文化資產處 （页面存档备份，存于）

## 延伸閱讀
- 當前台灣寺院建築之困局與轉機初探 （页面存档备份，存于）